# الحمائر (تعز)
الحمائر هي إحدى قرى الجمهورية اليمنية. وهي تتبع جغرافيًا لمحافظة تعز. وإداريًا لمديرية التعزية. يبلغ تعداد سكانها 3882 نسمة حسب الإحصاء الذي أجري عام 2004.